# Pomnik Władysława Jagiełły w Nowym Sączu
Pomnik Władysława Jagiełły w Nowym Sączu – pomnik poświęcony królowi Władysławowi Jagielle i 500-leciu bitwy pod Grunwaldem. Wyeksponowany na elewacji ściętego narożnika kamienicy byłej komunalnej kasy oszczędności, znajdującej się między ulicą Jagiellońską i Szwedzką w Nowym Sączu. Posąg znajduje się na wysokości pierwszego piętra, natomiast tablica pamiątkowa na wysokości parteru. Pomnik powstał w 1910, w ramach obchodów jubileuszu 500-lecia bitwy pod Grunwaldem. 

## Opis
Pomnik stanowi posąg króla Władysława Jagiełły. Postać króla, jego ubiór i rysy twarzy wzorowane są na portrecie autorstwa Jana Matejki, z cyklu Poczet królów i książąt polskich. Posąg postawiony jest na wsporniku, który tworzy wiązka trzech półkolumn, zakończonych motywem zdobniczym w formie stylizowanych liści akantu. 
W dolnej partii pomnika znajduje się prostokątna tablica z czarnego kamienia, z inskrypcją, pokrytą złotą farbą:
KU / WIEKOPOMNEI PAMIĘCI / OBCHODU PIĘĆSETNEI / ROCZNICY BITWY POD / GRUNWALDEM / MCDX - MCMX 
Inskrypcja jest wyryta majuskułą, przy czym litery J w tekście występują jako litery I. Nad tablicą znajdują się trzy kwadratowe pola, w których – od lewej strony – znajdują się: orzeł w koronie, liście lauru oraz Pogoń – herb Wielkiego Księstwa Litewskiego. 
W 1939 na polecenie Niemców posąg został zdemontowany i pocięty na trzy części. Ocalał, schowany w piwnicy przez Stefana Krajewskiego, pracownika komunalnej kasy oszczędności. W akcji ratowania pomnika brali także udział: Kazimierz Ciombor, Janina Gałaś, Józef Łazarz, Marian Serkowski, Stanisław Wilczyński, Józef Wątroba, Antoni Lessak i Bronisław Wątroba. Po wyzwoleniu miasta w 1945 pomnik kilka dni stał na Rynku, a następnie został umieszczony w pierwotnym miejscu.

## Galeria

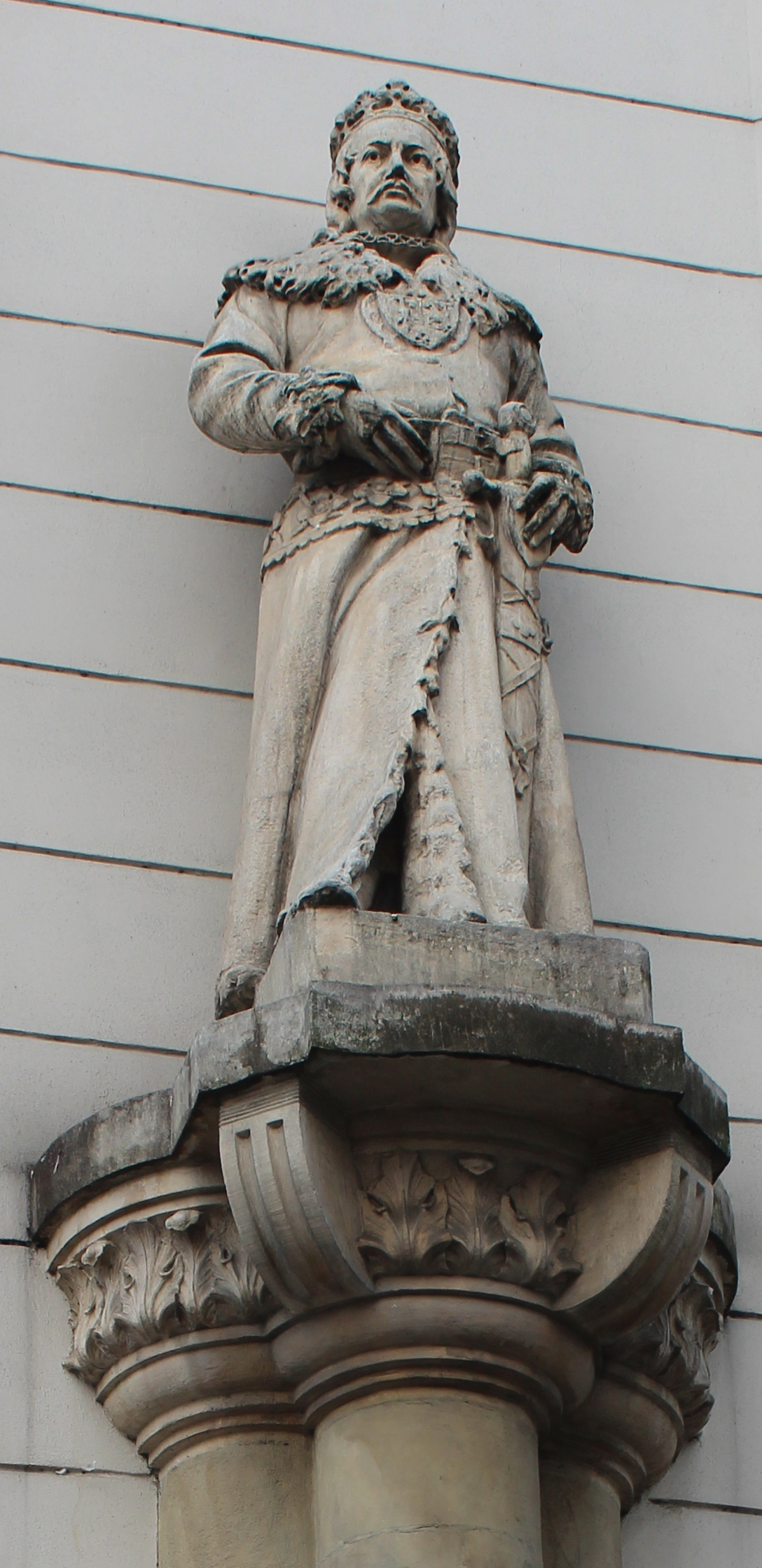
Posąg króla Władysława Jagiełły
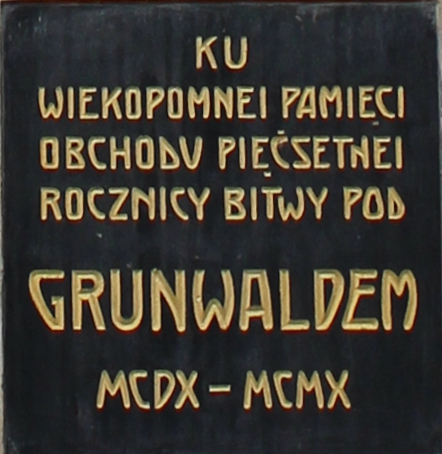
Tablica na pomniku